# Filip Juliusz
Filip Juliusz (ur. 27 grudnia 1584 w Wołogoszczy, zm. 6 lutego 1625, tamże) – od 1592 książę wołogoski (do 1603 pod opieką stryja Bogusława XIII), od 1605 książę na Bardzie i Franzburgu, od 1623 koadiutor biskupstwa kamieńskiego, syn Ernesta Ludwika z dynastii Gryfitów.

## Życie i panowanie
Urodził się jako trzecie dziecko, a zarazem pierwszy syn księcia wołogoskiego Ernesta Ludwika i Zofii Jadwigi, księżniczki brunszwickiej. Imiona otrzymał po swoich dziadach, tj. Filip – ze strony ojca (Filip I) i Juliusz – ze strony matki (Juliusz). Po śmierci ojca w 1592 odziedziczył władzę w księstwie, jednak aż do 1603 pozostawał pod opieką swego stryja, Bogusława XIII. W 1605 otrzymał od niego również Bardo i Franzburg.
Po przejęciu samodzielnej władzy książę spotkał się z niezadowoleniem szlachty pomorskiej, która od dłuższego czasu ograniczała hegemonię miast na Pomorzu Zachodnim. Pod naciskiem szlachty i stanów pomorskich zgodził się na przyznanie na ich rzecz nowych przywilejów, mimo że borykał się z poważnymi trudnościami finansowymi.
Książę wziął ślub 25 czerwca 1604 w Cölln pod Berlinem, wybranką zaś była margrabianka brandenburska, Agnieszka z dynastii Hohenzollernów. Wesele w Wołogoszczy odbyło się dwa tygodnie później – 10 lipca, w momencie gdy panna młoda została odprowadzona do męża przez rodzinę.
Książę wiele podróżował. Odwiedził (w latach 1602-1603) Niemcy, Francję, Anglię — w której był ponownie w 1619, Szwajcarię i Włochy, podróżował też po wschodnich rubieżach Cesarstwa — Meklemburgii oraz Saksonii. W 1612 był na Litwie, w Inflantach, Prusach i w Polsce. Danię odwiedził w 1615, a cztery lata później północne Niemcy (Hamburg, Oldenburg, Brema) oraz Fryzję Wschodnią i Niderlandy.
W czerwcu 1623 jego brat stryjeczny Bogusław XIV uczynił go swoim koadiutorem w biskupstwie kamieńskim. W tym okresie książę planował zastawienie wyspy Rugii królowi duńskiemu – Chrystianowi IV, jednak przedsięwzięcie to nie doszło do skutku wobec zdecydowanego sprzeciwu Bogusława XIV. Filip Juliusz zmarł bezpotomnie, w wieku lat czterdziestu, po długiej chorobie 6 lutego 1625 w Wołogoszczy. Spoczął w tamtejszym kościele parafialnym pod wezwaniem św. Piotra 6 maja 1625, a cynowy sarkofag, w którym został pochowany został później obrabowany. Po nim księstwo wołogoskie odziedziczył ostatni żyjący męski przedstawiciel rodu Gryfitów – Bogusław XIV.

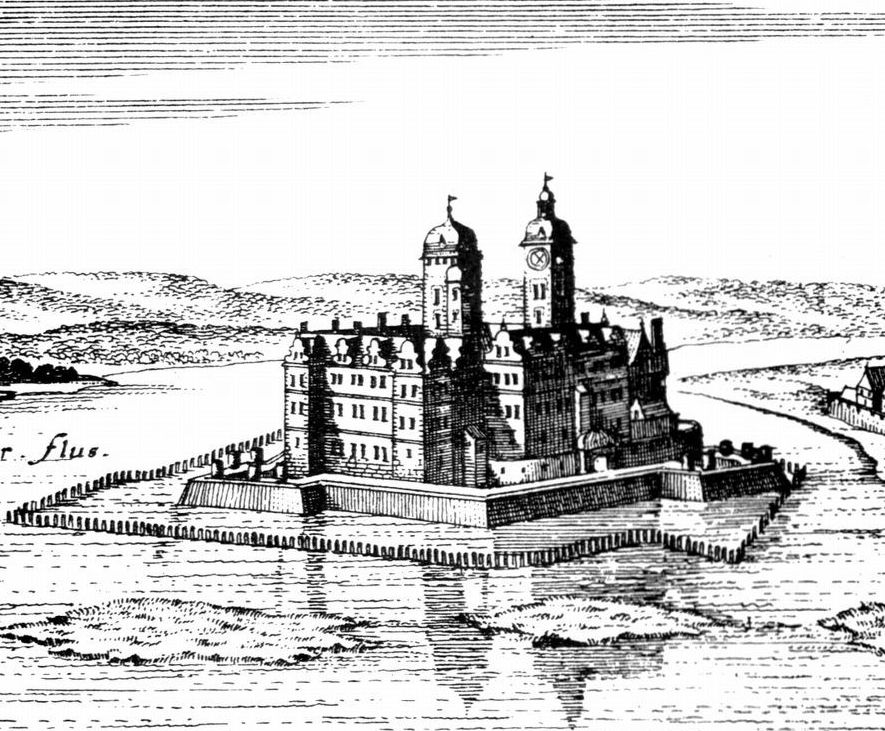
Zamek w Wołogoszczy w 1652 roku

## Genealogia
| Filip I wołogoski ur. 14/15 VII 1515 zm. 14 II 1560 | Filip I wołogoski ur. 14/15 VII 1515 zm. 14 II 1560 |                                            |                                            | Maria saska ur. 15 XII 1516 zm. w okr. 5–7 I 1583 | Maria saska ur. 15 XII 1516 zm. w okr. 5–7 I 1583 |  |  | Juliusz ur. 29 VI 1528 zm. 3 V 1589 | Juliusz ur. 29 VI 1528 zm. 3 V 1589 |                                            |                                            | Jadwiga ur. ? zm. 1602 | Jadwiga ur. ? zm. 1602 |
|                                                     |                                                     |                                            |                                            |                                                   |                                                   |  |  |                                     |                                     |                                            |                                            |                        |                        |
|                                                     |                                                     |                                            |                                            |                                                   |                                                   |  |  |                                     |                                     |                                            |                                            |                        |                        |
|                                                     |                                                     | Ernest Ludwik ur. 1 XI 1545 zm. 17 VI 1592 | Ernest Ludwik ur. 1 XI 1545 zm. 17 VI 1592 |                                                   |                                                   |  |  |                                     |                                     | Zofia Jadwiga ur. 1 XII 1561 zm. 30 I 1631 | Zofia Jadwiga ur. 1 XII 1561 zm. 30 I 1631 |                        |                        |
|                                                     |                                                     |                                            |                                            |                                                   |                                                   |  |  |                                     |                                     |                                            |                                            |                        |                        |
|                                                     |                                                     |                                            |                                            |                                                   |                                                   |  |  |                                     |                                     |                                            |                                            |                        |                        |
|                                                     |                                                     |                                            |                                            |                                                   |                                                   |  |  |                                     |                                     |                                            |                                            |                        |                        |

|  |  |  |  | Filip Juliusz (ur. 27 XII 1584, zm. 6 II 1625) |

### Opracowania
- Kazimierz Kozłowski, Jerzy Podralski, Gryfici. Książęta Pomorza Zachodniego, Szczecin: Krajowa Agencja Wydawnicza, 1985, ISBN 83-03-00530-8, OCLC 189424372. Brak numerów stron w książce
- Rymar E., Rodowód książąt pomorskich, T. II, Szczecin 1995, ISBN 83-902780-0-6.
- Edward Rymar, Rodowód książąt pomorskich, Szczecin: Książnica Pomorska im. Stanisława Staszica, 2005, ISBN 83-87879-50-9, OCLC 69296056. Brak numerów stron w książce
- Szymański J.W., Książęcy ród Gryfitów, Goleniów – Kielce 2006, ISBN 83-7273-224-8.

### Literatura dodatkowa (online)
- Madsen U., Philipp Julius (niem.), [dostęp 2012-03-31].
- Pyl T., Philipp Julius, Herzog von Pommern-Wolgast (niem.), [w:] NDB, ADB Deutsche Biographie (niem.), [dostęp 2012-03-31].